# Franc Sever
Franc Sever, slovenski fizik in strokovnjak za programsko opremo, * 5. julij 1953, Ljubljana

## Življenjepis
Sever je leta 1976 diplomiral na ljubljanski FNT in prav tam 1984 tudi doktoriral. V letih 1986−1990 se je izpopolnjeval v Evropski organizaciji za jederske raziskave v Ženevi. Sprva se je ukvarjal z jedrsko fiziko in fiziko osnovnih delcev, nato z razvijanjem, kontrolo in zajemanjem podatkov pri poskusih s sinhrotronskim sevanjem. Leta 1993 pa je nastopil službo inženirja programske opreme v Grenoblu pri ustanovi European Synchroton Radiation Facility.